# Mrs.Yuki
Mrs.Yuki（ミセスユキ）は、2009年に結成されたアーティストユニット。

## 概要
生命体ボールパイソンの遺伝形質と、生命体と人間の空間を緩やかに組み合わせる作品を展開する。

## 来歴
2009年、平嶺林太郎と大久保具視によって結成、活動を開始。
2010年には、東京造形大学のZOKEI Galleryにおいて「rgb＋」を催行、さらに同年には「HABU＋JIM」を同じく東京造形大学にて行う。